# Sirena Irwin
Pour les articles homonymes, voir Sirena.
Sirena Irwin est une actrice américaine née le 26 septembre 1979.

## Filmographie

### Cinéma
| Date | Titre                                    | Personnage           |
| ---- | ---------------------------------------- | -------------------- |
| 1999 | Can I Be Your Bratwurst, Please?         | Masseuse             |
| 2000 | Au bout du désespoir                     | Gabby                |
| 2002 | The Trip                                 | Beverly              |
| 2006 | Electric Apricot                         | Photographe          |
| 2007 | I-Nasty                                  | Mom, Dispatcher      |
| 2009 | Tales from the Catholic Church of Elvis! | La dame au Hamburger |

### Télévision
| Date | Titre                          | Personnage      | Observation                                  |
| ---- | ------------------------------ | --------------- | -------------------------------------------- |
| 1998 | Carol                          | Candy           | série télévisée                              |
| 1998 | Ellen                          | Cherry-O        | série télévisée                              |
| 2002 | The Hot Show                   | Coprésentatrice | téléfilm                                     |
| 2004 | Whacked                        | Ruth            | vidéo: réalisatrice, scénariste, productrice |
| 2004 | Tool Box                       | Hôte            | série télévisée                              |
| 2004 | Significant Others             | Popper          | série télévisée                              |
| 2004 | Le Drew Carey Show             | Raven           | série télévisée                              |
| 2006 | So NoTORIous                   | Cheryl          | série télévisée                              |
| 2007 | Entourage                      | Frida           | série télévisée                              |
| 2008 | America's Next Top Zombie Idol | Dakota          | téléfilm                                     |

### Doublage
| Date      | Titre                                      | Personnage                        | Observation      |
| --------- | ------------------------------------------ | --------------------------------- | ---------------- |
| 1999-2010 | Bob l'éponge                               | Mme Eponge / Voix Supplémentaires | série animée     |
| 2003-2004 | Stripperella                               | Persephone Cliche                 | série animée     |
| 2004      | Bob l'éponge, le film                      | Voix Supplémentaires              | film d'animation |
| 2006      | Holly Hobbie and Friends: Christmas Wishes | Mrs. Palmer                       | vidéo            |
| 2007      | Unreal Tournament 3                        | Lauren                            | jeu vidéo        |
| 2008      | Tom Clancy's EndWar                        |                                   | jeu vidéo        |
| 2010      | Batman : L'Alliance des héros              | Mera                              | série animée     |